# Markuskapelle (Sichtigvor)

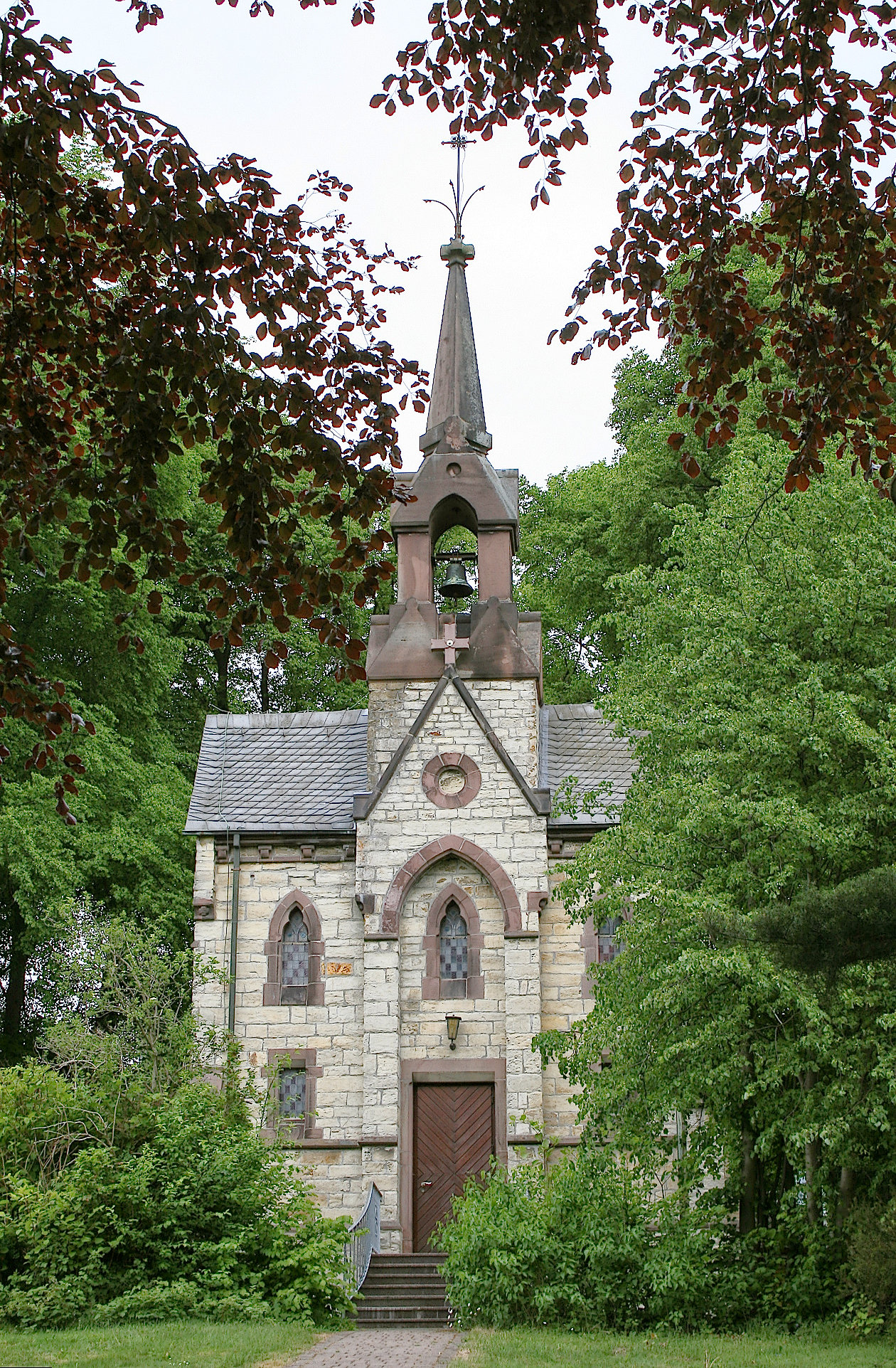
Markuskapelle (Sichtigvor)

Die denkmalgeschützte Markuskapelle steht in Sichtigvor, einem  Ortsteil der Stadt Warstein im Kreis Soest in Nordrhein-Westfalen. Die Kapelle gehört zur Kirchengemeinde Warstein im Kirchenkreis Soest-Arnsberg der Evangelischen Kirche von Westfalen.

## Beschreibung
Die neugotische Kapelle aus Quadermauerwerk wurde 1896 gestiftet. Den Namen des Evangelisten Markus erhielt sie bei der Hundertjahrfeier 1996. Die Kapelle besteht aus einem Langhaus mit einem dreiseitig geschlossenen Chor im Norden, deren Wände von Strebepfeilern gestützt werden. Die Fassade im Süden ist gekennzeichnet durch einen Dachturm mit einem Glockenstuhl, in dem eine kleine Kirchenglocke hängt.